# St. Dionysius (Bissendorf)

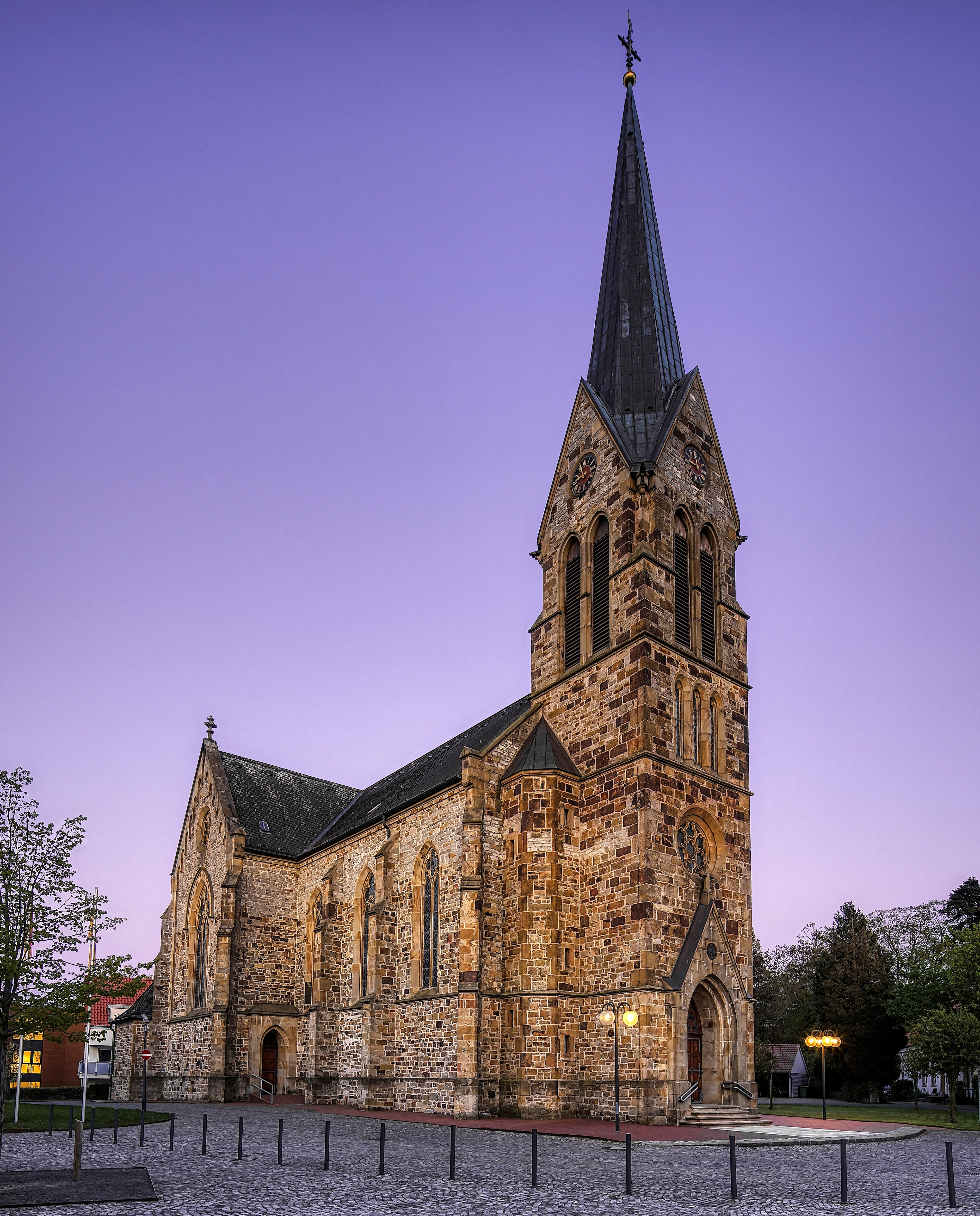
St. Dionysius

Die römisch-katholische denkmalgeschützte Kirche St. Dionysius steht in Bissendorf, einer Gemeinde im Landkreis Osnabrück von Niedersachsen. Die Kirchengemeinde gehört zur Pfarreiengemeinschaft St. Dionysius, Herz Jesu und St. Laurentius des Dekanats Osnabrück-Süd im Bistum Osnabrück.

## Geschichte und Architektur
Die neugotische Kreuzkirche wurde von Alexander Behnes 1894/95 erbaut. Sie hat neben dem mit einem Satteldach bedeckten Langhaus ein Querschiff, einen polygonalen Chor und einen mit einem achtseitigen spitzen Helm bedeckten Kirchturm im Westen. Das Mauerwerk wurde größtenteils aus Bruchstein errichtet. Die Außenmauern werden durch Strebepfeilern gestützt. 

## Ausstattung
Die Kirchenausstattung aus der Erbauungszeit ist geschlossen erhalten. Ältere Ausstattungsstücke, darunter ein überlebensgroßes hölzernes Triumphkreuz aus der zweiten Hälfte des 13. Jahrhunderts und das Taufbecken, wurden aus dem Vorgängerbau übernommen. Die ornamentale Ausmalung erfolgte 1906. In den Gewölben des Chors sind Medaillons mit dem Lamm Gottes und den vier Evangelisten. 

## Orgel
Die heutige Orgel mit 20 Registern, verteilt auf 2 Manuale und Pedal, wurde 1935 von der Orgelbaufirma Haupt gebaut und von der Firma Speith-Orgelbau umgebaut. Sie hat folgende Disposition:
| I Hauptwerk C–f3 |       |
| Prinzipal        | 8′    |
| Gedackt          | 8′    |
| Octave           | 4′    |
| Nasard           | 2 ⁄3′ |
| Octave           | 2′    |
| Mixtur IV        | 1 ⁄3′ |
| Trompete         | 8′    |

| II Schwellwerk C–f3 |    |
| Hohlflöte           | 8′ |
| Salicional          | 8′ |
| Principal           | 4′ |
| Zartflöte           | 4′ |
| Sifflöte            | 2′ |
| Sesquialter II      |    |
| Scharf III          |    |
| Vox humana          | 8′ |
| Tremulant           |    |

| Pedal C–d1 |     |
| Subbass    | 16′ |
| Oktavbass  | 8′  |
| Pommer     | 8′  |
| Dolkan     | 4′  |
| Posaune    | 8′  |

- Koppeln: II/I, I/P, II/P